# Leather (film)
Leather je americký hraný film z roku 2013, který režíroval Patrick McGuinn. Film zachycuje vztah dvou mužů, který prochází krizí. Film měl světovou premiéru 21. července na QFest Philadelphia.

## Děj
Birch a Andrew spolu vyrůstali jako děti. Andrew se přestěhoval do města, ale Birch zůstal v Catskill Mountains a tím se jejich cesty rozešly. Birch žije sám a staral se o Andrewova otce až do jeho smrti. Andrew 10 let otce neviděl a nyní přijíždí se svým přítelem Kylem, aby se postaral o dědictví. Kyle je v depresi, protože právě přišel o práci. Rád by si na venkově odpočinul. Andrew nemůže pochopit, že otec, který pro něj samotného nenašel žádné pochopení, přijal Birche téměř za vlastního, dal mu práci a nechal ho bydlet ve svém domě. Andrew zjišťuje, že o životě svého otce nic neví. Na oslavě Dne nezávislosti se seznámí s místními lidmi, především s May. Andrew má poté v noci sex s Birchem. Když se to dozví Kyle, odjíždí zpět do města, aby dal do pořádku svůj pracovní život. Andrew se rozhodne ještě nějakou dobu zůstat.

## Obsazení
| Chris Graham        | Birch  |
| Andrew Glaszek      | Andrew |
| Jeremy Neal         | Kyle   |
| Glenda Lauten       | May    |
| Sara Jecko          | Stacy  |
| Valerie Ryan Miller | Luella |